# Tagebau Nochten
Der Tagebau Nochten (obersorbisch Wochožanska jama) ist ein Braunkohletagebau in der nördlichen Oberlausitz, der von der Lausitz Energie Bergbau AG (LEAG) betrieben wird. Im Tagebau Nochten werden bis zu 18 Millionen Tonnen Braunkohle im Jahr gefördert. Der Heizwert der Braunkohle liegt bei 8.750 kJ/kg; sie enthält etwa 55,5 % Wasser, 0,5 % Schwefel und 5,0 % Asche.

## Geologie
Das 1. und das 2. Lausitzer Flöz (MFK – Miozäner Flözkomplex) wird von einer mächtigen Deckschicht aus Sanden und Schluffen aus der Zeit des höheren Mittelmiozän überlagert. Deshalb müssen für eine Tonne Braunkohle sieben Kubikmeter Abraum bewegt werden.

## Geografie

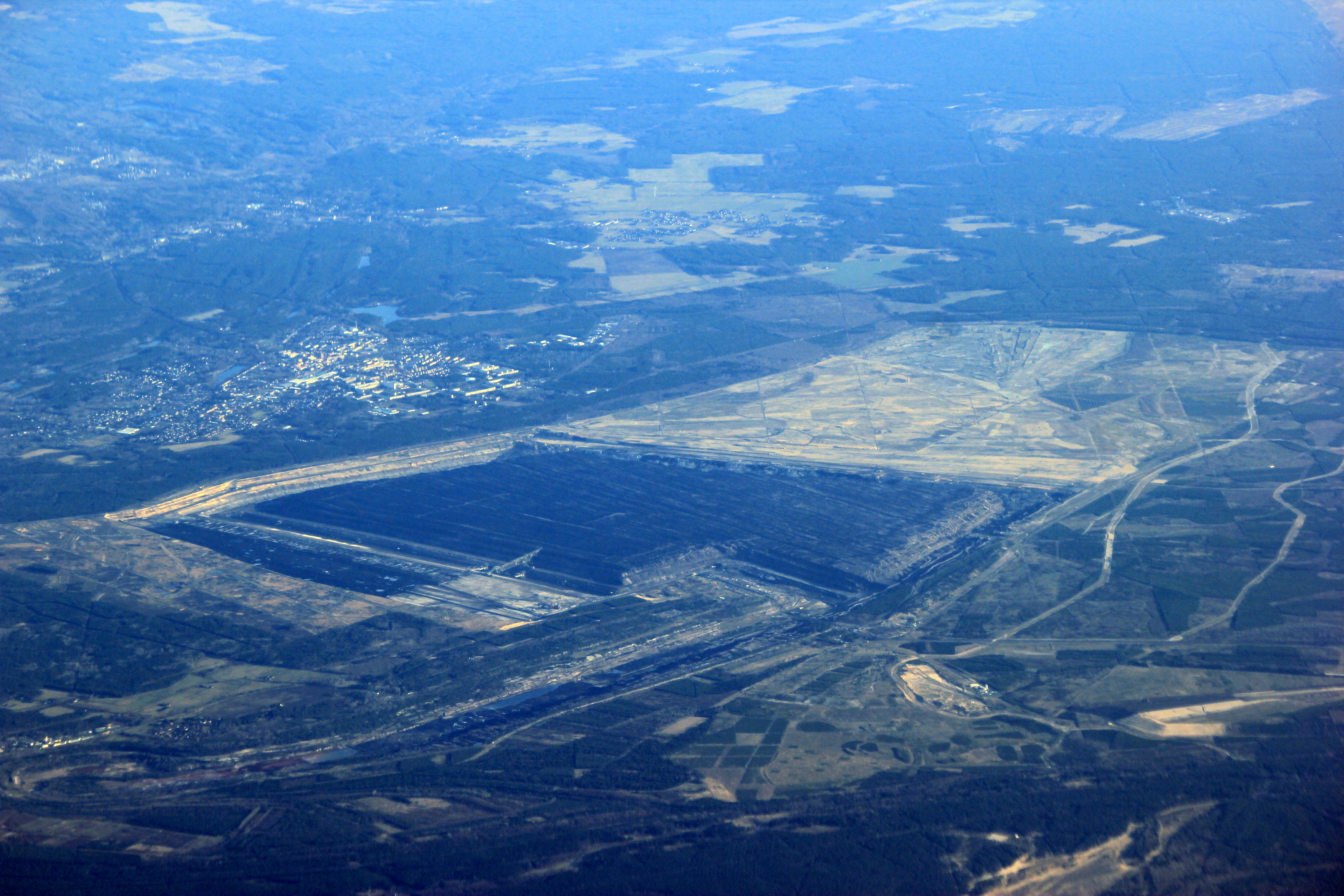
Luftbild des Tagebaus (2016) mit Weißwasser (Mitte links) sowie den Tagesanlagen und dem Dorf Mühlrose (beides unten links)

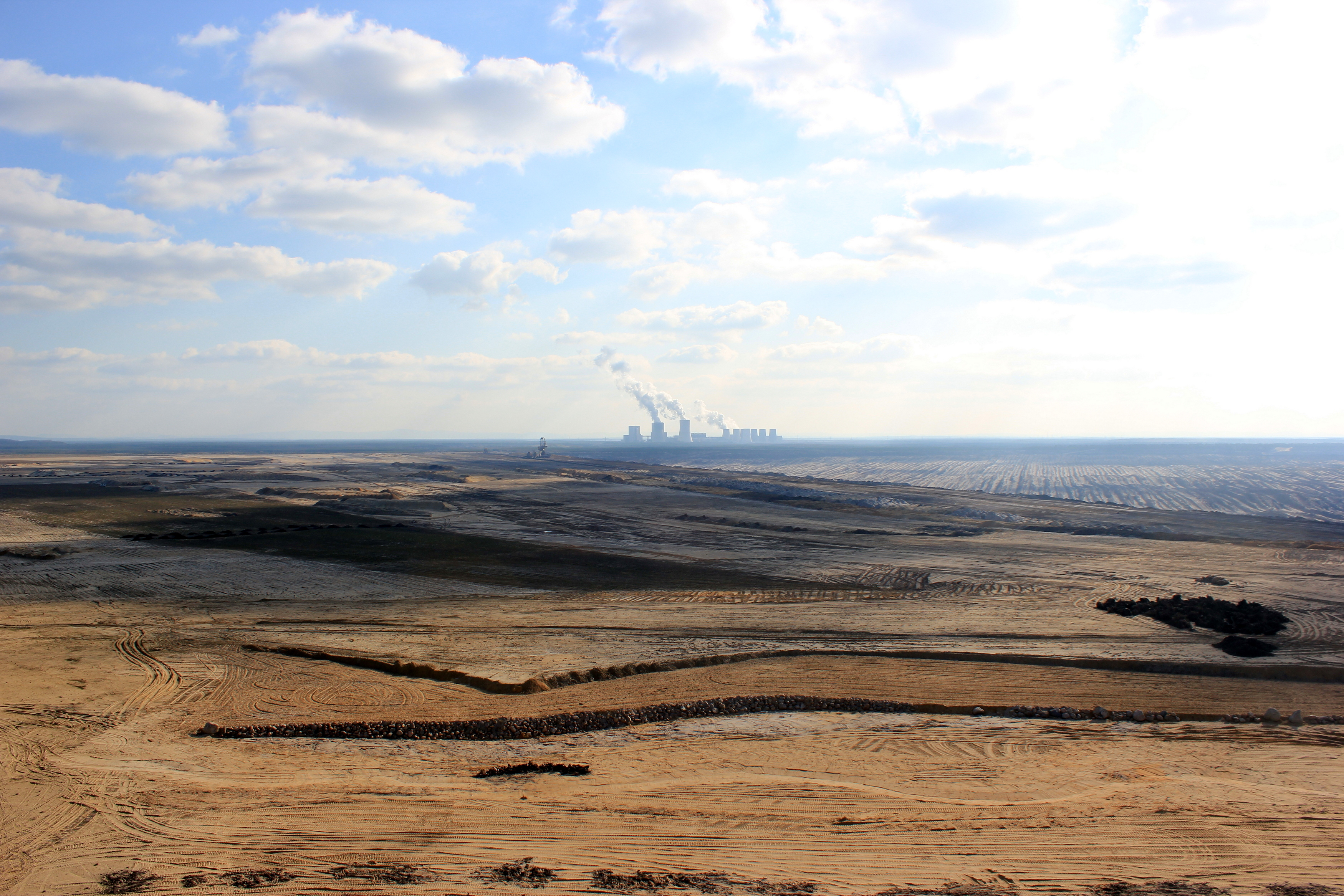
Blick über die Rekultivierungsflächen bei Weißwasser zum Kraftwerk Boxberg

Der Tagebau befindet sich im Nordosten des Freistaates Sachsen im sorbischen Siedlungsgebiet. Die vorbergbaulichen Flächen in der Muskauer Heide sind zum größten Teil Heidewälder mit hohem Kiefernanteil, Siedlungsgebiete befinden sich zumeist in den Randlagen. Im Westen wird der Tagebau durch die Spree begrenzt, im Süden reicht er bis an den namensgebenden Ort Nochten und im Osten an die Stadt Weißwasser. Durch den Tagebau Nochten wird der Truppenübungsplatz Oberlausitz zweigeteilt.

## Geschichte

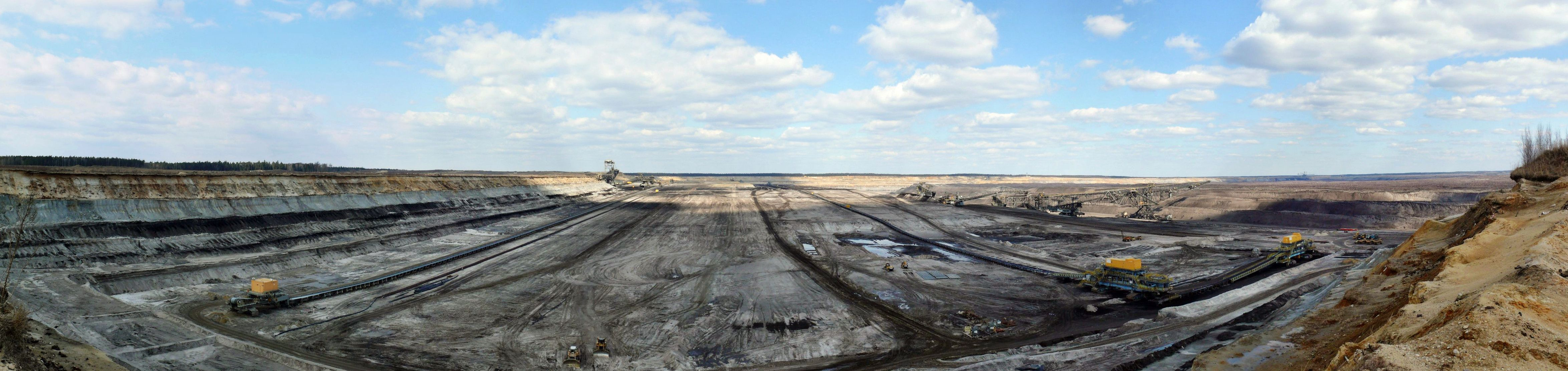
Panorama über den Tagebau Nochten (2013)

1960 wurde mit der Entwässerung des Abbaufeldes begonnen. Der Aufschluss erfolgte 1968, schon ab 1966 erfolgte die erste Teilortsumsiedlung von Mühlrose. Durch den steigenden Energiebedarf der DDR und die Tatsache, dass Braunkohle der einzige in größerer Menge verfügbare Rohstoff war, wurden die Förderkapazitäten und parallel dazu die Leistung des Kraftwerks Boxberg ständig erhöht. Ab 1974 kam deswegen eine Abraumförderbrücke F60 zum Einsatz. 1979 musste das Kirchdorf Tzschelln dem Tagebau weichen. Im 1994 genehmigten Abbaugebiet sind rund 70 Einwohner aus Rohne und Mulkwitz sowie etwa 180 in der  Trebendorfer Streusiedlung Hinterberg und den Mühlroser Ausbauten (Am Damm und Kohlebahnweg) von einer Umsiedlung betroffen, zum Teil erfolgte diese bereits. Außerdem werden der Urwald Weißwasser und der frühere herrschaftliche Tiergarten überbaggert.
Ende 2006 beantragte der Tagebau-Vorbesitzer Vattenfall Europe Mining beim Regionalen Planungsverband Oberlausitz-Niederschlesien die Inanspruchnahme des Vorranggebiets, was bei einer Genehmigung eine partielle Überbaggerung von Klein Trebendorf und Schleife sowie eine vollständige Überbaggerung von Rohne und Mulkwitz vorsieht. Damit einher geht die Umsiedlung aller 1700 Einwohner von Klein Trebendorf, Mulkwitz, Rohne, Mühlrose sowie von Schleife südlich der Bahnstrecke Berlin–Görlitz. Die Entscheidung über die Genehmigung wurde aufgrund von Zweifeln an der Notwendigkeit der Tagebauerweiterung mehrfach verschoben. Am 1. Oktober 2013 stimmte zunächst der Regionale Planungsverband der Braunkohlensatzung zu. Am 5. März 2014 verabschiedete das sächsische Innenministerium die Satzung. Braunkohlegegner kündigten gerichtliche Schritte gegen den Plan an. Durch Vattenfalls Absicht, die deutsche Braunkohlesparte zu verkaufen, kam es zum Stopp der Umsiedlung im inzwischen umgangssprachlich als „Nochten II“ bezeichneten Vorranggebiet, ohne dass den Einwohnern mitgeteilt wurde, ob die Inanspruchnahme des Vorranggebiets (und somit die Umsiedlung) noch verfolgt wird oder nicht.
Nach der Übernahme der Braunkohlesparte durch tschechische Investoren und Überführung derselben in die LEAG ist es für die Gemeinden weiterhin unklar (Stand: Dezember 2016), wie es mit der Umsiedlung weitergeht, insbesondere da die Umsiedlung von Klein Trebendorf ursprünglich 2020[veraltet] abgeschlossen sein sollte. Damit verbunden ist eine Unsicherheit bei den betroffenen Einwohnern, da auch Investitionen seit Jahren zurückgestellt wurden und Fördermittel, zum Beispiel für den Austausch nicht mehr genehmigter Abwassergruben, nicht bewilligt werden solange die Genehmigung der Inanspruchnahme des Vorranggebiets besteht.
Im März 2017 beschloss die LEAG unter anderem, die Pläne für die Erweiterung des Tagebaus Nochten weitgehend aufzugeben, allerdings nicht vollständig – der Ort Mühlrose soll trotzdem abgebaggert werden. Der Abriss von Mühlrose läuft seit 2020 trotz der Proteste von Klimaaktivisten. Ob die Kohle unter dem Ort überhaupt noch gebraucht wird, wird auch von offiziellen Stellen angezweifelt, allerdings haben viele Einwohner das Dorf bereits verlassen.

## Technik
Im Tagebau Nochten werden verschiedene Abbaugeräte und -techniken zur Freilegung und Gewinnung der Rohbraunkohle eingesetzt. Hierbei sind im Einsatz:

### Geräte im Vorschnittbetrieb
- Absetzer 1102 A2Rs-B 15400.120

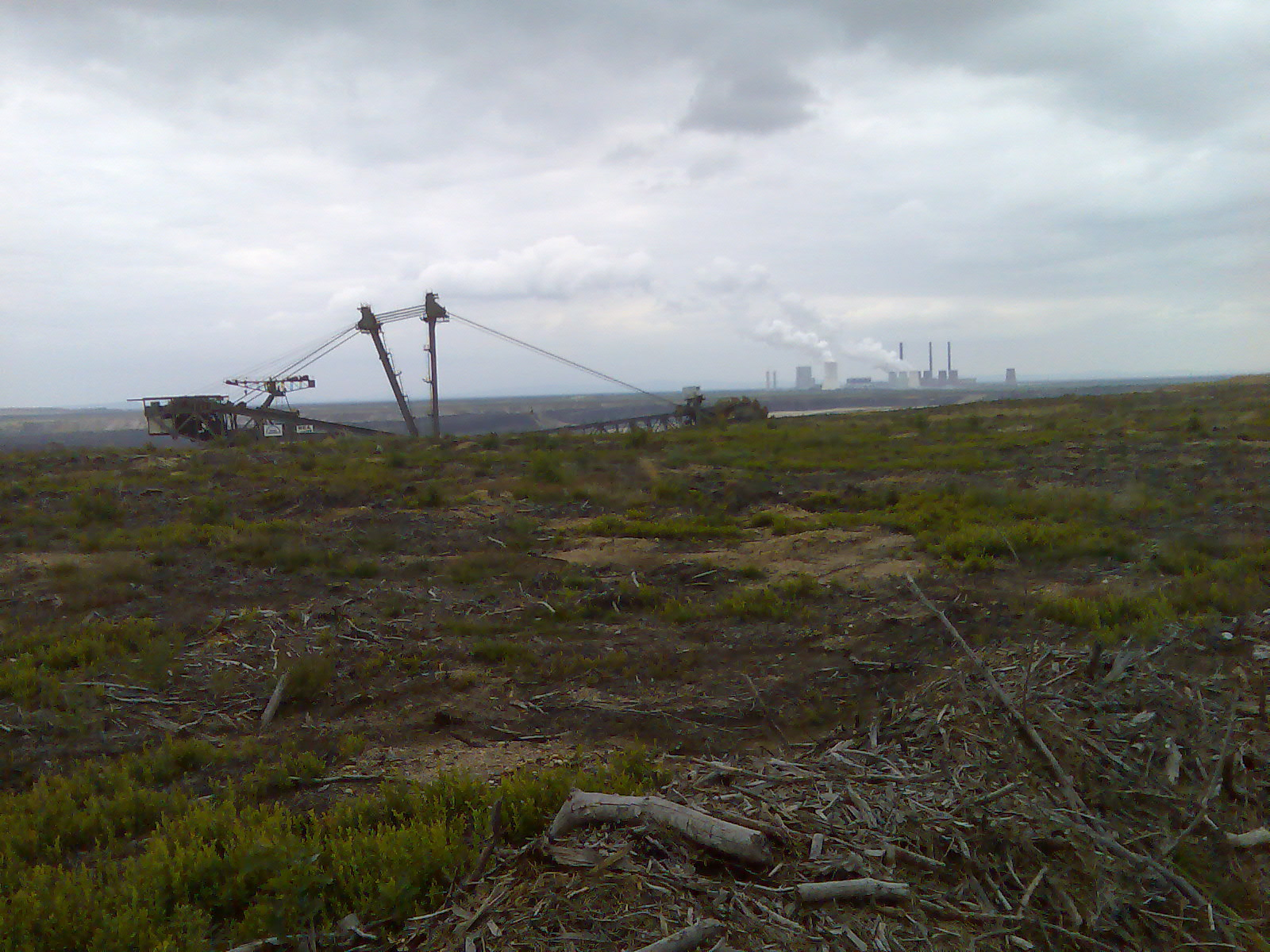
Schaufelradbagger 1510 SRs 6300 an der Abbruchkante (2007)

- Schaufelradbagger 1510 SRs 6300 + VR

### Geräte im Brückenbetrieb
- Abraumförderbrücke 33 F60

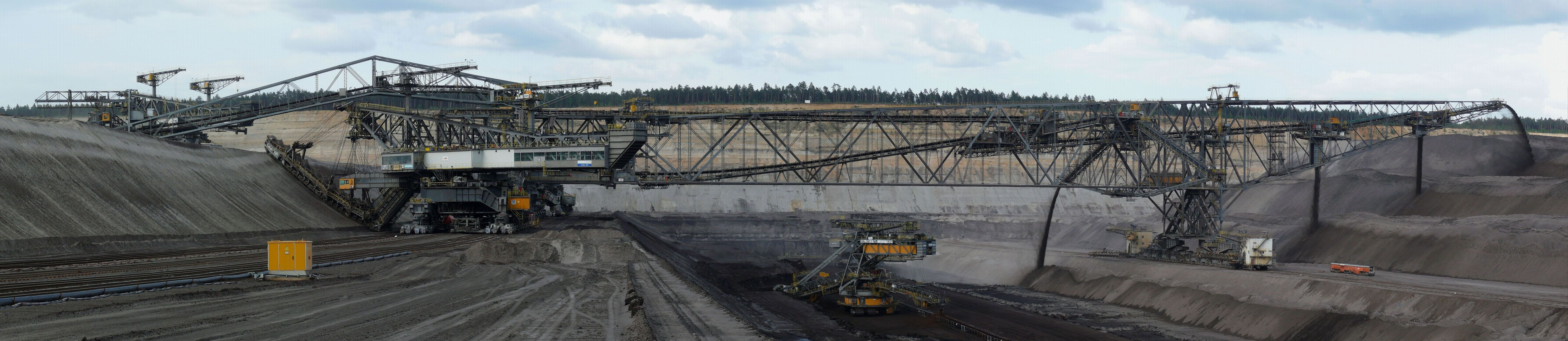
Förderbrücke F60 Nr. 33

- Eimerkettenbagger 1286 Es 3150 (Hauptarbeitsebene)
- Eimerkettenbagger 1287 Es 3150 (Hauptarbeitsebene)
- Eimerkettenbagger 1288 Es 3150 (Obere Arbeitsebene/Zubringer)

### Geräte im Grubenbetrieb
- Eimerkettenbagger 340 ERs 710 (Oberflöz)
- Eimerkettenbagger 360 ERs 710
- Eimerkettenbagger 361 ERs 710
- Schaufelradbagger 1531 SRs 1301
- Schaufelradbagger 1535 SRs 1301

### Geräte auf dem Kohlelagerplatz (zusammen mit Tagebau Reichwalde)
- Kombiniertes Schütt- & Schaufel-Gerät 1815 KSs 8800
- Kombiniertes Schütt- & Schaufel-Gerät 1825 KSs 1200
- 2003 RE 1800 2004 RE 1800

### Sonstige Großgeräte
- Absetzer 2001 A2s 1120 (Gips-Deponie)

## Wirtschaft
Der Tagebau Nochten ist der Hauptversorger für das Kraftwerk Boxberg sowie für die Brikettfabrik Schwarze Pumpe.